# Distretto di Acora
Il distretto di Acora è uno dei quindici distretti della provincia di Puno, in Perù. Si trova nella regione di Puno e si estende su una superficie di 1941,09   chilometri quadrati.

Istituito il 2 maggio 1854, ha per capitale la città di Acora; nel censimento 2007 si contava una popolazione di 28.679 unità.